# Jennifer Evenhuis
Jennifer Evenhuis (Apeldoorn, 13 maart 1973) is een Nederlandse actrice, cabaretière, theatermaakster en comédienne.

## Carrière
Ze speelde van april 2006 tot juni 2007 bij Comedytrain. In 2009 haalde ze de finale van het Camerettenfestival. In september 2011 startte ze met haar eerste avondvullende programma "Hoe moeilijk kan het zijn?". In 2014 volgde haar tweede programma "Gul". In 2019 maakte Evenhuis een videoclip voor Kunstmin met The Easytones over de stad Dordrecht genaamd 'Groeten uit Dordrecht'.
Naast cabaret houdt Evenhuis zich ook bezig met acteren. Ze was onder meer te zien diverse reclamespots en in de films Voor elkaar gemaakt, Alles voor elkaar, Billy en Taal is zeg maar echt mijn ding.